# Live In Paris And Toronto
Live In Paris And Toronto es un doble álbum en vivo de la cantante e instrumentalista canadiense Loreena McKennitt lanzado en 1999.
El CD 1 es una interpretación completa del reciente álbum The Book Of Secrets (1997), mientras que el CD 2 incluye música de los álbumes The Mask And Mirror (1994) y The Visit (1991).

## Lista de temas
- CD 1
  - 1.- Prologue - 4:59
  - 2.- The Mummers' Dance - 4:01
  - 3.- Skellig - 5:24
  - 4.- Marco Polo - 4:52
  - 5.- The Highwayman - 9:29
  - 6.- La Serenissima - 5:54
  - 7.- Night Ride Across The Caucasus - 6:22
  - 8.- Dante's Prayer - 5:24

- CD 2
  - 1.- The Mystic's Dream - 6:29
  - 2.- Santiago - 6:19
  - 3.- Bonny Portmore - 3:50
  - 4.- Between The Shadows - 4:30
  - 5.- The Lady Of Shalott - 9:19
  - 6.- The Bonny Swans - 7:05
  - 7.- The Old Ways - 5:36
  - 8.- All Souls Night - 4:46
  - 9.- Cymbeline - 6:27

## Personal
- Loreena McKennitt — Voz, Piano, Acordeón, Teclados y Arpa.
- Nigel Eaton — Hurdy-Gurdy
- Brian Hughes — Guitarra, Oud, Bouzouki, Teclados
- Caroline Lavelle — Chelo
- Rick Lazar — Percusión
- Hugh Marsh — Violín
- Rob Piltch — Guitarra, Teclados
- Donald Quan — Keyboards
- Danny Thompson — Bajo acústico